# Christopher Monger
Christopher Monger, né le 9 novembre 1950  à Taff's Well (Cardiff, Pays de Galles), est un scénariste et réalisateur gallois, connu pour son film L'Anglais qui gravit une colline mais descendit une montagne et pour son biopic Temple Grandin. Il a réalisé huit longs métrages et écrit plus de trente scénarios de film.

## Filmographie
- 1979 : Repeater
- 1983 : Voice Over
- 1990 : Waiting for the Light
- 1992 : Just Like a Woman (en)
- 1995 : L'Anglais qui gravit une colline mais descendit une montagne
- 2001 : Chica de Río
- 2000 : That's Life (4 épisodes) (TV)
- 2005 : Special Thanks to Roy London
- 2007 : Sense of Wonder
- 2010 : Temple Grandin (TV)

## Prix et récompenses
- 19e festival international du film de Moscou
- 62e cérémonie des Primetime Emmy Awards
- Primetime Emmy Award du meilleur scénario pour une mini-série ou un téléfilm